# 카밀라 마르질라
카밀라 마르질라(Camila Márdila, 1988년 2월 21일 ~ )는 브라질의 배우이다.